# 日本教育心理学会
一般社団法人日本教育心理学会（にほんきょういくしんりがっかい）は、教育心理学に関する研究業績の発表を促進し、その発展に寄与することを目的として、1959年（昭和34年）に創立された学術団体。略称は教心。英語名称はThe Japanese Association of Educational Psychology。英語略称はJAEP。
2020年3月末時点の会員数は5956名。2016年現在の理事長は村山航。
和文機関誌「教育心理学研究」、「教育心理学年報」を刊行。優秀な掲載論文に「城戸奨励賞」、「優秀論文賞」を授与している。また研究発表と会員交流の場として年1回全国規模の総会を開催している。
1997年、学校心理士の資格認定を開始したが、2001年より学会連合資格「学校心理士」認定運営機構に業務を移管した。

## 沿革
- 1952年（昭和27年）前身である日本教育心理学協会設立。
- 1959年（昭和34年）日本教育心理学会創立。
- 1997年（平成9年）学校心理士認定事業開始。
- 2001年（平成13年）学校心理士認定事業を学会連合資格「学校心理士」認定運営機構に移管。
- 2013年　一般社団法人日本教育心理学会となる。

## 機関誌
- 教育心理学研究（年4回発行）
- 教育心理学年報（年1回発行）

## 加盟団体
- 日本心理学諸学会連合